# Terremoto de Guatemala de 1913
El terremoto de Guatemala de 1913 ocurrió el sábado 8 de marzo de 1913 y tuvo una magnitud 6.4; azotó al territorio de Santa Rosa, destruyendo a la cabecera departamental, Cuilapa.

## Historia

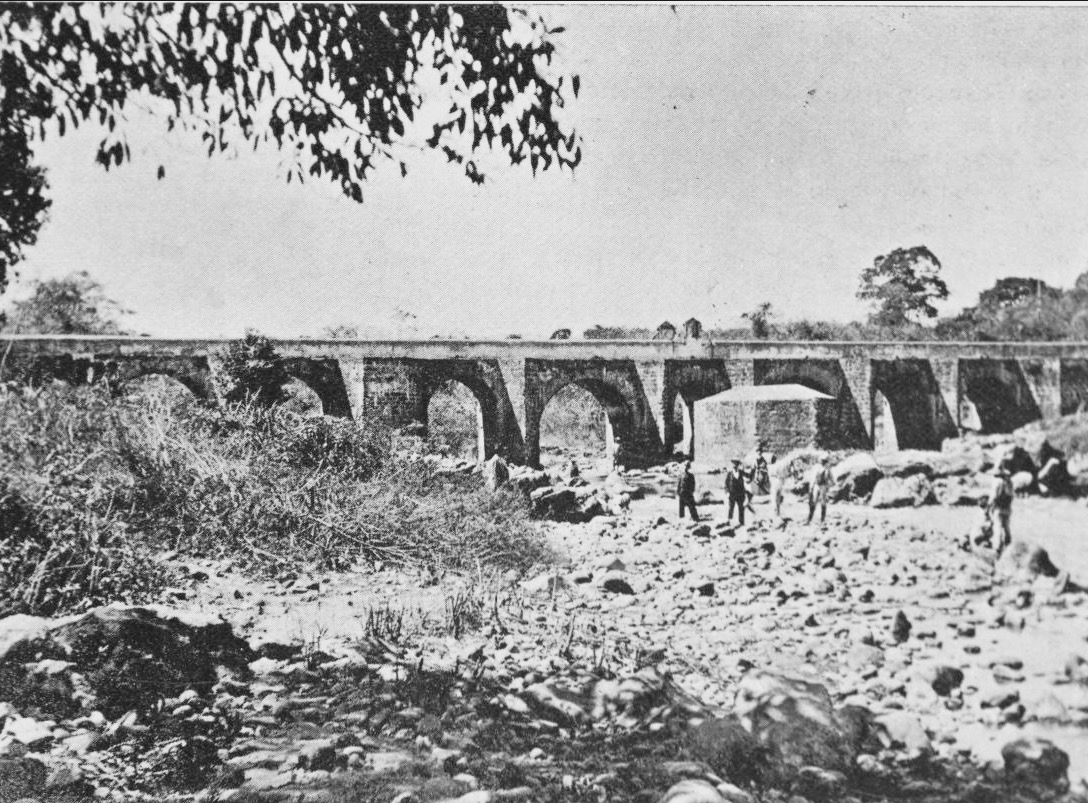
Puente colonial sobre el río Los Esclavos; situado cerca del epicentro del terremoto no sufrió daño alguno por el terremoto de 1913.

De acuerdo al boletín enviado al presidente Manuel Estrada Cabrera, el 8 de marzo entre las 9 y 10 de la mañana se sintió en Cuilapa un temblor que dejó en completa ruina a esa cabecera departamentos y los pueblos vecinos; en las casas se lamentaban hasta quince víctimas pero fue en la Escuela Pública en donde ocurrió la mayor tragedia, pues allí murieron sepultados dos maestros con todos sus alumnos.  También se derrumbaron los edificios del Cuartel, del Juzgado de Instancia, el de Administración de Rentas y la prisión, quedando los prisioneros sin custodia alguna. El informe también indica que se interrumpió la conexión telegráfica.
Tanto el terremoto inicial como las réplicas destruyeron muchas casas, escuelas e incluso la catedral y la prisión, con una considerable cantidad de víctimas mortales; similar destrucción sufrieron las localidades de Barberena, Cerro Redondo, Llano Grande y El Zapote también sufrieron daños considerables.  También fueron dañados seriamente los poblados de Fraijanes, Pueblo Nuevo Viñas, Coatepeque y Jalpatagua. En el área del epicentro, el terremoto provocó derrumbes y bloqueo de caminos y carreteras; los vecinos culpaban del terremoto al cerro Los Esclavos, a 4 km de distancia, al punto que creían haber detectado una gran grieta que se veía desde Cuilapa.  Por su parte, el puente de Los Esclavos, construido durante la época colonial no sufrió daño alguno.
El sismo se sintió en lugares tan remotos como en el municipio de Salamá, departamento de Baja Verapaz y en la ciudad de Guatemala, en donde provocó alarma, pero solamente daños menores en la infraestructura.  También se sintió en el departamento de Sololá y en algunos lugares de El Salvador.

## Información técnica
El sismo fue muy bien registrado por instrumentos de períodos intermedios y largos y por las cuarenta y dos estaciones sismológicas Milne que estaban instaladas por todo el mundo en ese año; sin embargo, la falta de variación azimutal no permitió localizar el área ni la profundidad exacta del epicentro.

## Consecuencias
La comisión de evaluación y rescate estuvo a cargo de Manuel María Girón, Felipe Márquez y los coroneles Antonio Pinot y Sabino Grijalba, quienes partieron de la Ciudad de Guatemala a Barberena la misma noche del 8 de marzo, por instrucciones del presidente Manuel Estrada Cabrera.
Llegaron a Barberena a las 6:30 a. m. y tras ayudar con la recuperación del lugar salieron para Cuilapa, a donde llegaron a eso de la 1:00 p. m.; luego de proveer alimentación a la tropa y a los heridos, terminaron de desenterrar a los fallecidos de entre los escombros, sacaron las armas y municiones de las ruinas del Cuartel, restablecieron la comunicación telegráfica y empezaron a enviar a los heridos a Barberena.  El orden se mantuvo gracias a la implementación de la Ley Marcial.
De acuerdo a la evaluación de la comisión realizada el 10 de marzo, no quedaba nada del poblado; en palabras de la comisión: «Practicamos un nuevo reconocimiento general a la población, o mejor dicho al área donde existió Cuilapa; aquí queda todo reducido a escombros con dos o tres casas paradas [...]  Los manantiales turbios, completamente y los acueductos, rotos, corriendo el agua a flor de tierra.  Los pocos habitantes que quedan, para surtirse de ese precioso e indispensable elemento de vida, hacen pozos para detener el agua y de allí sacarla con guacales (todos sucios).»
El gobierno del licenciado Estrada Cabrera procuró ayuda económica y logística para los municipios afectados pero debido a la destrucción de Cuilapa todos sus habitantes emigraron hacia Barberena.  De hecho, la destrucción del poblado fue tal, que el gobierno emitió el siguiente comunicado el 10 de marzo:
| Secretaría de Gobernación y Justicia, República de Guatemala Guatemala, 10 de marzo de 1913 Señor Jefe Político de Santa Rosa, Cuilapa Teniendo en cuenta que los últimos temblores han causado perjuicios de consideración a la ciudad de Cuajuniquilapa, cabecera del departamento de Santa Rosa, y que estos perjuicios tardan algún tiempo en su reparación, El Presidente Constitucional de la República acuerda: Que por ahora, y mientras se repara aquella ciudad de los perjuicios sufridos, sean trasladadas a Barberena toda las oficinas públicas, civiles y militares de dicha cabecera, y al efecto se nombra una comisión compuesta de los señores general de división José María Orellana y el general de brigada José María Letona para que organice en forma el servicio público. Comuníquese, Manuel Estrada Cabrera El secretario de Gobernación y Justicia: José María Reina Andrade. —Auxilio a los damnificados por el terremoto de Cuilapa, 1913 |